# Bruno Vallarino
Bruno Vallarino (1769, Bogotá, Virreinato de la Nueva Granada-1829, Madrid, Reino de España), fue un jurista y político español, consejero del rey Fernando VII y ministro del Supremo Consejo de Indias, que formó parte de la Suprema Junta de Censura durante la invasión napoleónica de España, así como de la Junta de Reclamaciones a Francia durante la restauración absolutista, presidiendo también la comisión de redacción del Código de Comercio de 1829, cuyo texto fue sustituido por la composición de su secretario Pedro Sainz de Andino. Fue hermano de Bernardo Vallarino y tío de Ramón Vallarino. 

## Orígenes familiares
Nació en 1769 en Bogotá, virreinato de la Nueva Granada, en el seno de una familia de la nobleza hispano-genovesa con importantes intereses en el Real Consulado de Indias y la Real Armada Española. Fue hijo del cargador genovés Bernardo Vallarino y Delfino (1739, Arenzano, República de Génova), trasladado a España a mediados del siglo XVIII, donde obtuvo Real Provisión de Nobleza e Hidalguía, y de su segunda esposa María Rosa Pomar de Claramonte y de la Vega (1708, Teba, Ronda). Los negocios de su padre en la carrera de Indias llevaron a su familia a la Nueva Granada, donde nació el propio Bruno y donde su medio hermano Bernardo Vallarino fungió como gobernador de Riohacha (luego gobernador electo de Costa Rica).
Fue además hermano de Joaquín Vallarino, caballero de la Orden de Carlos III, de Domingo Vallarino, guardia de corps de Su Majestad, de Teresa Vallarino (madre de Santiago Malagamba y Vallarino, caballero de la Orden de Carlos III), así como pariente de Baltasar Vallarino, jefe de escuadra de la armada española y del contraalmirante Miguel Lobo y Malagamba, benemérito del Reino de España, entre otros.

## Biografía

### Inicios
Muy joven fue enviado a España, donde ingresó como colegial del Real Colegio Mayor de San Bartolomé y Santiago de Granada, junto a sus hermanos Joaquín y Juan Agustín, obteniendo luego el bachillerato y la licenciatura en cánones por la Universidad de Sevilla. En 1792 entró a formar parte de la Sociedad Económica Matritense de Amigos del País , recibiendo luego los cargos de abogado del Consejo Real y asesor del Tribunal de Alzadas y juez civil de Cádiz (1800). En 1807 era también auditor de Guerra en los Ejércitos de Andalucía, y miembro matriculado del Real Consulado de Indias. En 1810 era alcalde del crimen y oidor honorario de la Real Audiencia de Sevilla.

### Guerra de Independencia

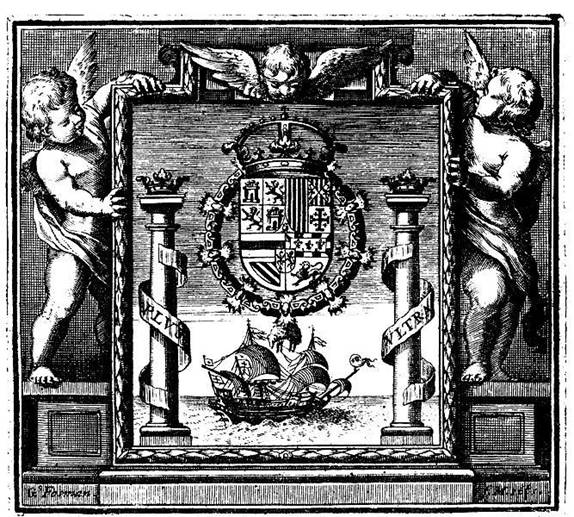
Emblema del Supremo Consejo de Indias

Al producirse la invasión napoleónica de España se opuso a la administración bonapartista, rechazando en 1808 el cargo de diputado de la Diputación General de Bayona convocada por Joaquín Murat, para redactar una constitución bonapartista para el Reino de España.
Su lealtad a las Cortes de Cádiz se recompensó en 1811 con la comisión de redacción del Código de Comercio junto a su pariente Miguel Lobo y Campos, la cual no se llegó a concluirse exitosamente por causa de la guerra.
En 1813 formó parte de la Suprema Junta de Censura establecida en Cádiz por la regencia, ostentando además la presidencia de la Junta Provincial de Censura de Cádiz, de facto capital del reino, aunque más tarde fue removido por su ideología absolutista.

### Restauración borbónica
A la vuelta del rey Fernando VII recibió el nombramiento de ministro togado del Supremo Consejo de Indias el 4 de septiembre de 1814, también formando parte de la Junta Apostólica, la Junta de Represalias y la Junta de Reclamaciones a Francia. Ese mismo año, fue uno de los ministros encabezados por Antonio María Ponce de León, III duque de Montemar, que comisionaron una serie de grabados representando la destrucción de España por parte de las tropas bonapartistas dedicados al rey Fernando VII.
En 1817 donó una serie de monedas de plata acuñadas en América a la Real Academia de la Historia, de la que fue académico honorario, leyendo en su discurso inaugural "un docto discurso sobre la necesidad del conocimiento de la historia para la inteligencia y la aplicación de las leyes en el ejercicio de la magistratura". Fue asimismo académico de la Real Academia de Santa Bárbara, precedente de la Real Academia de Jurisprudencia.

### Trienio Liberal y segunda restauración absolutista
Al producirse el golpe de Rafael del Riego que dio comienzo al Trienio Liberal en 1820, Vallarino fue desterrado de la corte refugiándose en Salamanca hasta el fin del mismo en 1823, cuando fue restablecido en todos sus cargos. Asimismo, fue nombrado juez de ministros del Supremo Consejo de Indias y asesor del Tribunal de la Superintendencia de Azogues ese mismo año.
En 1827 el rey Fernando VII le concedió la gran cruz de la Real Orden de Isabel La Católica.

### Código de Comercio de 1829
En enero de 1828 fue nombrado presidente de la comisión de redacción del Código de Comercio impulsado por el ministro de Hacienda, Luis López Ballesteros, siendo su secretario Pedro Sainz de Andino, y sus demás miembros Antonio Porcel Román, Ramón López-Pelegrín, Manuel María Cambronero y Cesáreo María Sáenz. La comisión se reunión un total de 164 veces, surgiendo desde el inicio fuertes tensiones entre el presidente Vallarino y su secretario Andino, quien continuamente rechazaba las propuestas de la comisión, por lo que en febrero de 1828 Vallarino presentó su renuncia, misma que fue rechazada por el rey, instándole a permanecer (por Real Orden del 19 de febrero de 1828 publicada por el ministerio de Hacienda) “al frente de esta corporación un magistrado que a su carácter y notorias virtudes reúne tan distinguidos conocimientos y grande amor al trabajo…”. Ante dicha orden, Vallarino retomó la presidencia de la comisión, encargando a los miembros las secciones del código propias de su especialidad, otorgando a Andino los ramos marítimos, de transporte y de quiebras. Sin embargo, tanto Andino como Cambronero se extralimitaron en sus encargos, optando Vallarino por integrar ambos aportes en el texto en la medida de los posible. Finalmente, el 17 de mayo de 1828, el texto final fue presentado al rey, bajo la advertencia del secretario Andino (redactor del texto) de que "la comisión no se atreve a confiar que éste sea una obra perfecta y bien acabada" y, según consta, entregando sólo 462 de los 887 artículos compuestos por la comisión. A la vez, el secretario Andino presentó también al rey un código de factura propia, hecho a la par del de la comisión, que contó con el apoyo de Luis López Ballesteros, protector del secretario. Ante las circunstancias, el Código de Comercio compuesto por la comisión presidida por Vallarino fue rechazado, y el código paralelo del secretario Andino fue aprobado, permaneciendo su vigencia en España hasta la redacción del Código de Comercio de 1885 El acto levantó protestas inmediatas por parte de los miembros de la comisión, quienes acusaron a Andino de usurpar su trabajo y de promoverse personalmente por encima de la labor colectiva

### Muerte
Vallarino falleció a los pocos meses (septiembre de 1829, Madrid).